# Chat (Botero)
Pour les articles homonymes, voir Chat (homonymie).
Le Chat est une statue monumentale en bronze réalisée par le sculpteur colombien Fernando Botero en 1998. D'une hauteur de 2,50 m, elle est exposée en plein air à Erevan en Arménie sur la place au pied de la « Cascade », la rue Tamanian. Cette dernière est ornée de 25 sculptures contemporaines, dont trois de Botero (Chat, Mujer Fumando un Cigarrillo, Roman Warrior).
Le Chat provient du tout proche musée Cafesjian (en) hébergé dans la Cascade.
L'inauguration du Chat a eu lieu le 26 novembre 2002 suscitant une polémique[Laquelle ?].

## Galerie

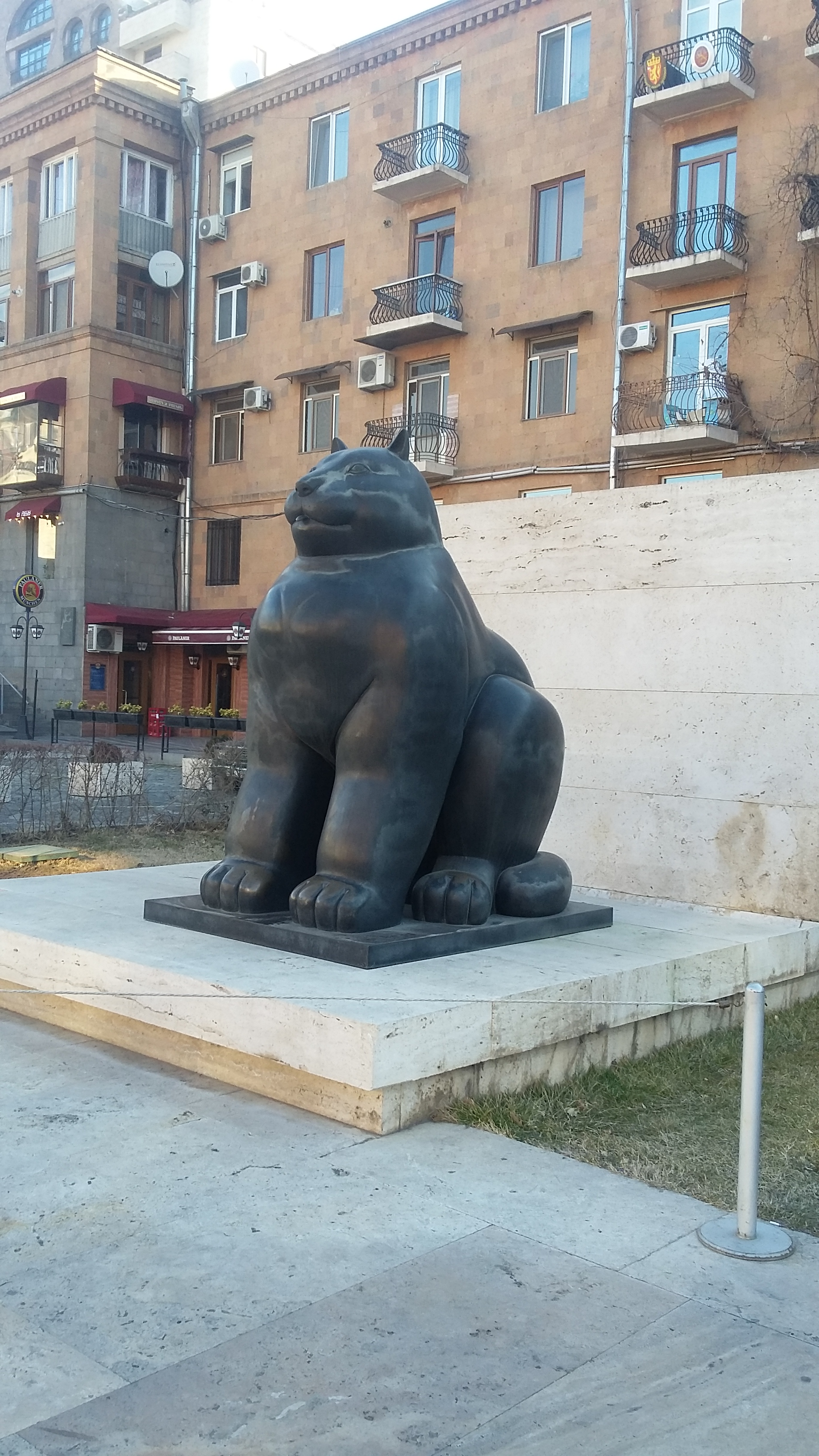
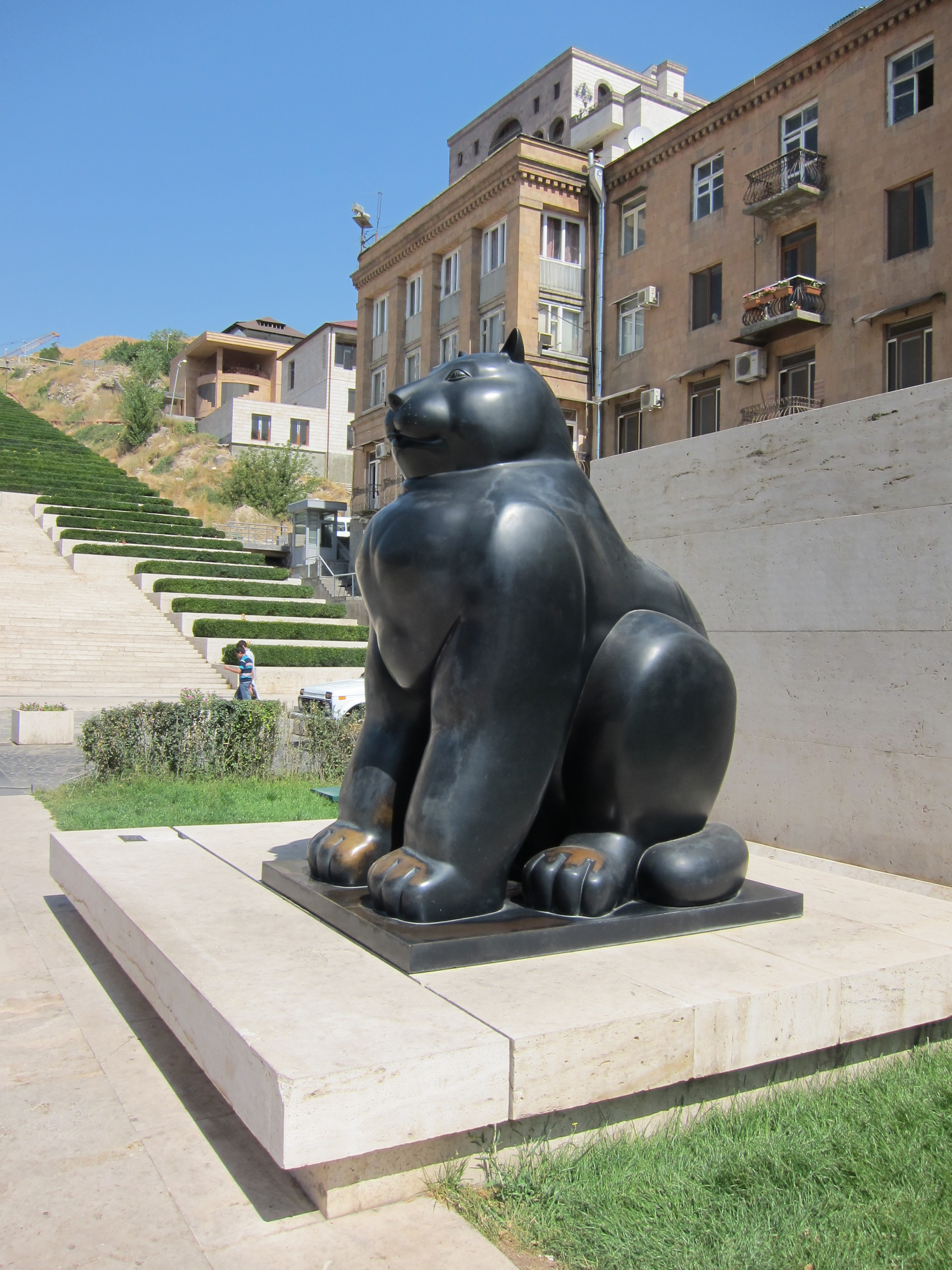
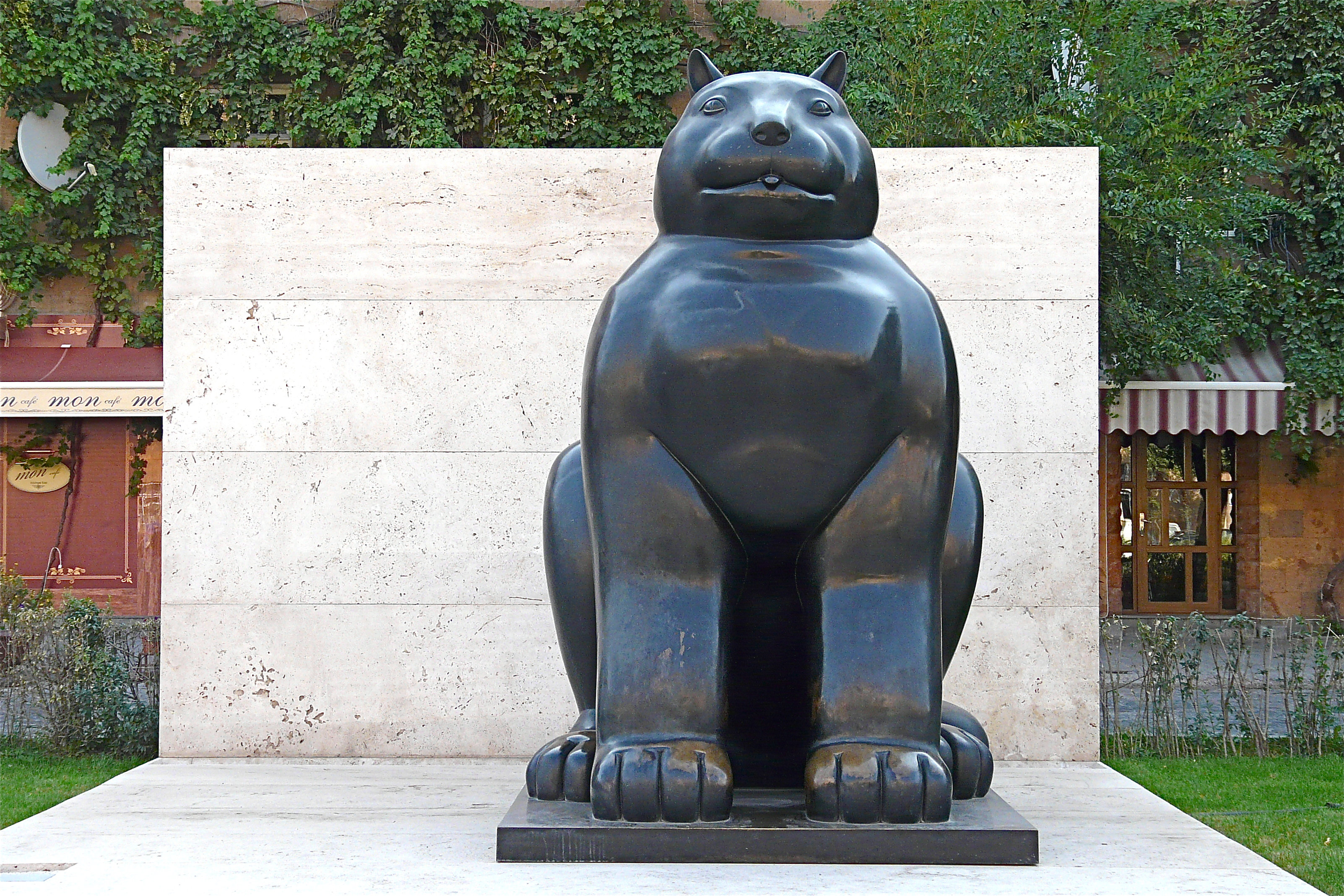
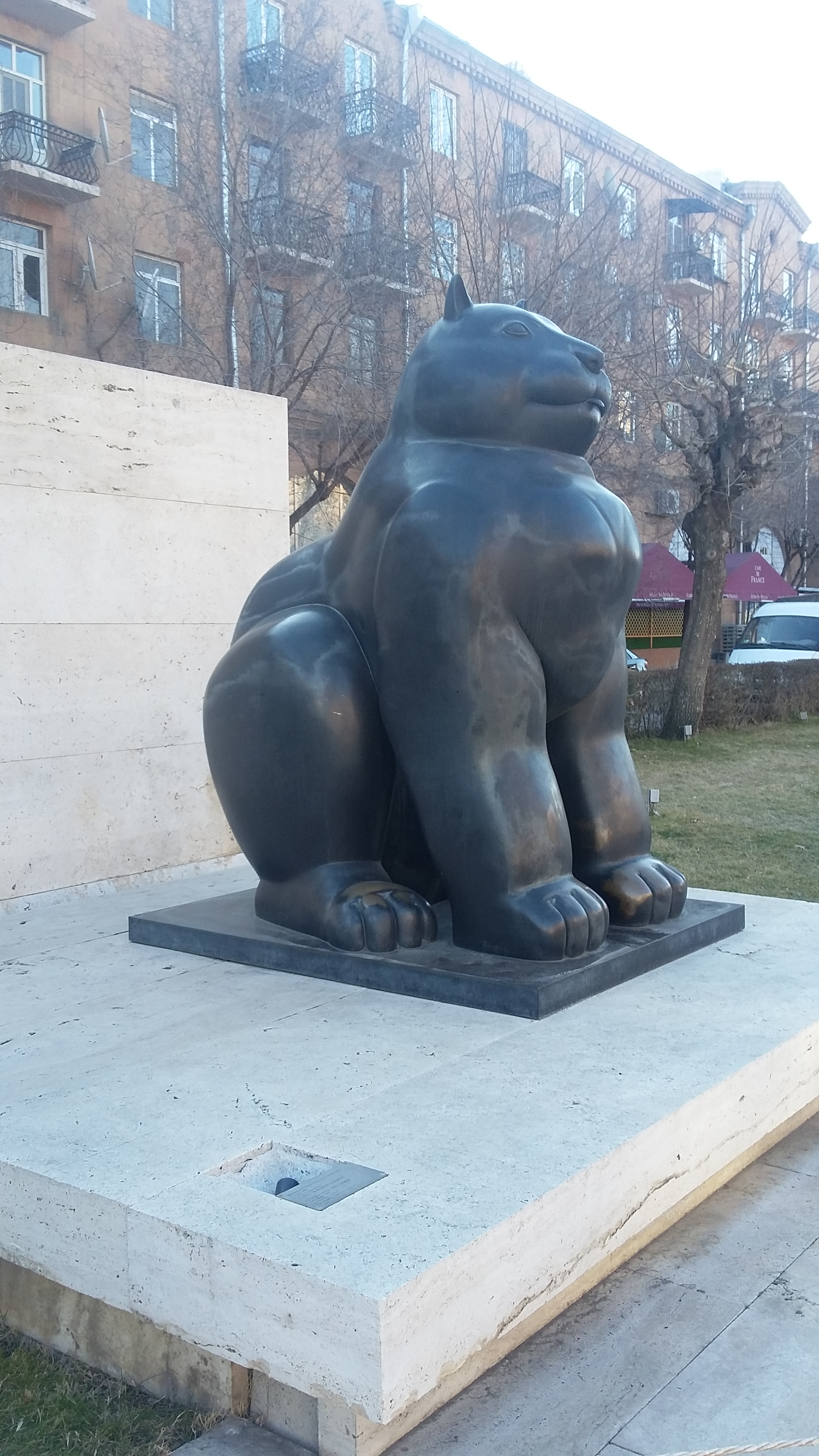